# FA Community Shield 2006
Lo FA Community Shield 2006 si è disputato domenica 13 agosto 2006 al Millennium Stadium di Cardiff.
La sfida ha visto contrapporsi il Chelsea, campione d'Inghilterra in carica, ed il Liverpool, detentore dell'ultima FA Cup.
A conquistare il trofeo è stato il Liverpool, che si è imposto per 2-1 grazie alle reti di John Arne Riise e Peter Crouch.

## Partecipanti
| Squadre   | Qualificazione                              | Partecipazioni precedenti (il grassetto indica la vittoria)                                                               |
| --------- | ------------------------------------------- | --- |
| Chelsea   | Vincitore della FA Premier League 2005-2006 | 5 (1955, 1970, 1997, 2000, 2005)                                                                                          |
| Liverpool | Vincitore della FA Cup 2005-2006            | 20 (1922, 1964,1965,1966, 1971, 1974, 1976, 1977, 1979, 1980, 1982, 1983, 1984, 1986, 1988, 1989, 1990, 1992, 2001, 2002) |

## Tabellino
| Arbitro: | Martin Atkinson |

|              |           |                     |
| Ševčenko 44’ | Marcatori | 9’ Riise 80’ Crouch |

| Chelsea | Liverpool |

### Formazioni
| Chelsea:        |    |                       |     |     |
|                 |    |                       |     |     |
| P               | 23 | Carlo Cudicini        |     |     |
| D               | 14 | Geremi                |     | 53’ |
| D               | 26 | John Terry (c)        |     |     |
| D               | 6  | Ricardo Carvalho      |     |     |
| D               | 20 | Paulo Ferreira        |     | 81’ |
| C               | 13 | Michael Ballack       | 7’  | 26’ |
| C               | 5  | Michael Essien        |     |     |
| C               | 8  | Frank Lampard         | 17’ |     |
| A               | 16 | Arjen Robben          |     | 62’ |
| A               | 7  | Andrij Ševčenko       |     |     |
| A               | 11 | Didier Drogba         |     | 71’ |
| A disposizione: |    |                       |     |     |
| P               | 40 | Henrique Hilário      |     |     |
| D               | 18 | Wayne Bridge          |     | 53’ |
| D               | 44 | Michael Mancienne     |     |     |
| C               | 12 | Mikel John Obi        |     | 81’ |
| C               | 19 | Lassana Diarra        | 68’ | 62’ |
| C               | 24 | Shaun Wright-Phillips |     | 71’ |
| A               | 21 | Salomon Kalou         |     | 26’ |
| Allenatore:     |    |                       |     |     |
| José Mourinho   |    |                       |     |     |

| Liverpool:      |    |                         |     |     |
|                 |    |                         |     |     |
| P               | 25 | José Manuel Reina       |     |     |
| D               | 3  | Steve Finnan            |     |     |
| D               | 23 | Jamie Carragher (c)     |     |     |
| D               | 5  | Daniel Agger            |     |     |
| D               | 6  | John Arne Riise         |     |     |
| C               | 16 | Jermaine Pennant        |     | 60’ |
| C               | 22 | Mohamed Sissoko         |     |     |
| C               | 32 | Boudewijn Zenden        |     | 60’ |
| C               | 11 | Mark González           |     | 56’ |
| A               | 10 | Luis García             |     | 66’ |
| A               | 15 | Peter Crouch            |     | 89’ |
| A disposizione: |    |                         |     |     |
| P               | 1  | Jerzy Dudek             |     |     |
| D               | 4  | Sami Hyypiä             |     |     |
| D               | 12 | Fábio Aurélio           |     | 56’ |
| C               | 8  | Steven Gerrard          |     | 60’ |
| C               | 14 | Xabi Alonso             | 62’ | 60’ |
| A               | 17 | Craig Bellamy           |     | 66’ |
| A               | 24 | Florent Sinama-Pongolle |     | 89’ |
| Allenatore:     |    |                         |     |     |
| Rafael Benítez  |    |                         |     |     |